# Lőrincz Sándor (színművész)
Lőrincz Sándor (Pécs, 1985. április 2. –) magyar színész.

## Életpályája
Általános iskolásként zongorázni tanult, gimnazistaként pedig autodidakta módon tanult meg gitározni. 17 éves korától kezdve ír saját dalokat. Gimnázium után a Pécsi Harmadik Színháznál töltött egy évet. 2007-ben diplomázott a Kaposvári Egyetem színművész szakán. 2007–2008 között a székelyudvarhelyi Tomcsa Sándor Színház tagja volt, majd a KoMa Társulatban szerepelt. Később szabadúszó színészként a Vígszínház és a Turay Ida Színházban dolgozott. Rendszeresen szerepel a Madách Színház előadásaiban.

## Fontosabb színházi szerepei
- Andrew Lloyd Webber: Az operaház fantomja (Kikiáltó)
- Derzsi György – Meskó Zsolt: A tizenötödik (Zsolnay őrnagy)
- Hansard-Irglová-Walsh: Once / Egyszer... (Billy)
- Vizy-Tóth: Én, József Attila (Dr. Bak Róbert)

## Filmes és televíziós szerepei
- A karantén zóna (David)